# Palmarès del Club Universitario de Deportes
Il Club Universitario de Deportes, meglio noto come Universitario o La U, è una società polisportiva peruviana con sede nella capitale Lima. Milita nel Campeonato Descentralizado, massima serie del campionato peruviano di calcio. Il palmarès dell'Universitario lo rende uno dei club di maggior successo in Perù. Vanta numerosi trofei sia a livello professionistico che giovanile.

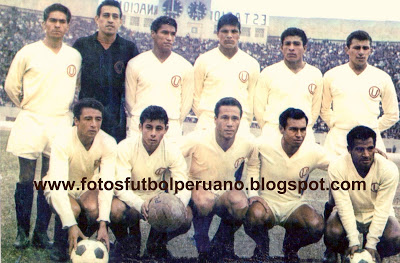
Squadra campione del 1967

## Competizioni nazionali
27 trofei
- Campionato peruviano: 27  (record)[1]

1929, 1934, 1939, 1941, 1945, 1946, 1949, 1959, 1960, 1964, 
 1966, 1967, 1969, 1971, 1974, 1982, 1985, 1987, 1990, 1992,   
 1993, 1998, 1999, 2000, 2009, 2013, 2023
- Coppa Presidente della Repubblica: 1[2]

1970

## Competizioni giovanili
- Torneo de Promocion y Reserva: 2[3]

2014 (I), 2015 (I)
- Coppa Libertadores Under-20: 1

2011

## Altri piazzamenti
- Torneo Apertura: 7

1998, 1999, 2000, 2002, 2008, 2016, 2020
Secondo posto: 2005
- Torneo Clausura: 1

2000
Secondo posto: 1997, 1999, 2006, 2007, 2016, 2019
- Campionato peruviano:

Secondo posto: 1928, 1932, 1933, 1940, 1955, 1965, 1970, 1972, 1978, 1984, 1988, 1991, 1995, 2002, 2008, 2020
Terzo posto: 1973, 1975, 1983, 1987, 1997, 1998, 2008, 2013, 2016
- Coppa Plácido Galindo[4]

Secondo posto: 1989
- Coppa Libertadores:

Finalista: 1972
Semifinalista: 1967, 1971, 1975
- Coppa CONMEBOL:

Semifinalista: 1997

## Competizioni non ufficiali
- Noche Crema: 5

2006, 2007, 2011, 2013, 2019
- Torneo Metropolitano: 6 (record)

1984, 1987, 1988, 1989, 1990, 1991
- Coppa El Gráfico: 1

2000
- Coppa Summer: 1

2005
- Coppa 50º anniversario di Club Sporting Cristal: 1[5]

2006
- Noche Poeta: 1[6]

2023